# Henry Horne, 1:e baron Horne
Henry Sinclair Horne, 1:e baron Horne av Stirkoke, född 19 februari 1861, död 14 augusti 1929, var en brittisk militär.
Horne blev officer vid artilleriet 1880, överste 1906, generalmajor 1914, generallöjtnant 1917 och general 1919. Horne deltog som stabsofficer i boerkriget och var 1912-14 inspektör vid artilleriet. Vid krigsutbrottet 1914 blev han artilleribefälhavare vid 1:a armékåren, januari 1915 chef för 2:a fördelningen och december samma år för 15:e armékåren i Egypten. Med denna transporterades han 1916 till Frankrike och deltog med utmärkelse i Sommeslaget, där han särskilt han sätt att använda artilleriet väckte uppmärksamhet (den rörliga spärrelden). I september blev han chef för 1:a armén, som han med framgång ledde till krigets slut. Efter fredsslutet upphöjdes Horne till pär och erhöll en nationalbelöning om 30 000 pund sterling.